# Boris Bradić
Boris Bradić (Bjelovar, 27. srpnja 1947.), hrvatski rukometni vratar.
Rođen je u Bjelovaru 1947. godine. Rukomet je počeo igrati u RK Željezničar Bjelovar 1959. godine. Za RK Partizan Bjelovar igra od 1962. godine. Osvojio je s klubom Kup europskih prvaka 1972. godine, te naslove prvaka države 1967., 1968., 1970., 1971. i 1972. godine. Nastupio je tri puta za rukometnu reprezentaciju Jugoslavije, a 20 puta za mladu rukometnu reprezentaciju. Ima osam nastupa u studentskoj reprezentaciji Jugoslavije. Sudjelovao je na Studentskom prvenstvu svijeta 1971. godine. Nastupao je za veteransku momčad RK Bjelovar. Iznenada 14. listopada 2017. dobiva moždani udar te umire 16. listopada 2017. u sedamdesetoj godini života u Bjelovaru.